# 首都高地・指形稜線の戦い
首都高地・指形稜線の戦い（日本語：しゅとこうち・ゆびがたりょうせんのたたかい、韓国語：首都高地・指形稜線戰鬪、수도고지 및 지형능선전투）は、朝鮮戦争中の1952年に展開された国連軍及び中国人民志願軍による戦闘。

## 経緯
休戦会談が始まって1年が過ぎても捕虜送還問題に進展が見られず暗礁に乗り上げた状況で、中朝軍は国連軍の正面に局地攻撃を実施し、会談を有利な方向で打開しようとした。
金城川付近の韓国軍第2軍団は、1952年4月5日、華川で再創設された後、米軍第9軍団から金城-北漢江間の前線を引き継ぎ、第3師団、第6師団、首都師団を配属し、中東部戦線を防御していた。第2軍団の主抵抗線は、金城南側3キロの烽火山-轎岩山-663高地-北漢江東岸の漁雲里-949高地-973高地-通先谷で、すでに1951年の秋季攻勢時、主に韓国軍が制限攻勢作戦で確保した線であった。
第2軍団の防御の重点は、金城の統制を最優先にして主抵抗線の主要高地群を確保し、17号道路、103番道路、さらに949高地から北漢江に至る敵の接近経路を封鎖して主抵抗線の前方で敵の攻撃を撃退し、現戦線から一歩も退かないというものであった。
第2軍団と対峙していた中国軍は第12軍と第68軍の一部と判断され、第12軍は第31師を第6師団前方の金城北側に、第35師を首都師団前方の栗沙里（672高地）-747高地-左水洞（748高地）に配置し、第34師を予備とした。第68軍は、第12軍と連なって漁雲里から文登里の戦線を担当し、隷下の第203師が第3師団と対峙していた。
韓国軍と中国軍は主に陣地の強化と偵察活動を行い小康状態を維持していたが、第2軍団が6月10日に各師団に対して敵情探知と敵陣破壊及びの目的で限定目標の攻撃を命じたことにより、前哨陣地の争奪戦が再び行われるようになった。この作戦は1個大隊規模を越えない部隊を運用するものとされ、バックショット（Back Shot）作戦と称された。
作戦地域は、江原道金城郡一帯の海抜500～700メートルの高地が連なる山岳地帯で、龍鶴山や轎岩山など周辺を一望できる高地があり、東に北漢江、南に金城川が流れている。主要な要衝である首都高地（Capitol Hill）は中国軍接近の統制と辺りの渓谷の観測が容易で、主抵抗線から1キロ前方の指形稜線（Finger Ridge）は師団側面の脅威の除去と補給の維持に必要であり、首都師団が確保しなければならない重要な地域であった。
1952年6月16日、首都師団は第2軍団の戦闘境界線の調整に基づき、軍団の中央第一線師団として轎岩山東側の765高地-690高地-663高地-北漢江東岸の漁雲里の線を主抵抗線として、575高地、指形稜線、首都高地などに前哨を置いていた。首都師団は、ヤッホー峠（여호고개）-汝文里を境界として左第一線に第1連隊、右第一線に第26連隊を配置し、第1機甲連隊は予備として防御についていた。
首都師団と対峙する中国軍は第12軍第35師が、首都師団前方にある572高地-495高地-747高地-714高地-748高地-472高地の線で防御していた。第35師は、野戦経験豊富な部隊で山岳遊撃戦にも習熟しているものと判断され、陣地の大部分は洞窟化されていた。さらに戦線付近に約1か月分の補給品を貯蔵しており、戦闘時には1人当たり5～6日分の食糧を支給されることになっており、一定期間の戦闘を継続することができた。
韓国軍と中国軍は、栗沙里-双龍洞-ヤッホー峠-左水洞-北漢江に連ねる横走する渓谷を挟んで対立していた。ところが中国軍の一部はこの渓谷を越えて指形稜線の下端とヤッホー峠南側の621高地まで進出し、首都師団の防御陣地にナイフの先を突き付ける形となった。
このため首都師団長は、バックショット作戦計画が下達されると、この2か所に進出した中国軍を排除するため、軍団長の承認を受けて、第1連隊の1個大隊で指形稜線の下端を、第26連隊の1個大隊で621高地を目標に攻撃する計画を下達した。

## 部隊

### 国連軍
- 第2軍団 軍団長：白善燁中将、劉載興中将（7月3日付）
  - 首都師団 師団長：宋堯讃准将（7月8日少将）、李龍文准将（7月11日付）、宋堯讃少将（10月14日付）
    - 第1連隊 連隊長：朴春植大領
    - 第26連隊 連隊長：李東和大領、鄭震大領（6月20日付）
    - 第1機甲連隊 連隊長：李龍大領、崔在鴻中領（9月3日付）、陸根洙中領（10月14日付）
    - 第10野戦砲兵大隊 大隊長：金長根中領、金雲漢大尉（8月1日付）
    - 第107中迫撃砲兵中隊 中隊長：尹永𪰋中尉
    - 工兵大隊 大隊長：朴興柱中領、洪錫疇中領（8月13日付）
- 支援部隊
  - 第5砲兵団 団長：リチャード・メイヨー（Richard W. Mayo）大佐
    - 第987野戦砲兵大隊 大隊長：スパラSparra中佐
    - 第2野戦砲兵団 団長代理：張庚石中領
    - 第53野戦砲兵大隊 大隊長：朴東燁少領
    - 第55野戦砲兵大隊 大隊長：李孝成少領
    - 第6野戦砲兵団[注釈 1] 団長代理：尹承國中領
      - 第60野戦砲兵大隊 大隊長：朴斗連大尉
      - 第61野戦砲兵大隊 大隊長：金水山少領
      - 第98野戦砲兵大隊[注釈 2] 大隊長：金明煥中領、姜官龍少領（7月24日付）、金元吉中領（9月30日付）

  - 第52戦車中隊1個小隊（M36型）

### 中国軍
- 第12軍 軍長：曽紹山
  - 第35師

## 戦闘
7月8日、攻撃準備射撃とともに第26連隊第2大隊が621高地に、第1連隊第3大隊が指形稜線に攻撃を開始した。この日は豪雨による濃霧で企図の秘匿に有利だが、敵情判断が困難であった。
第26連隊第2大隊は、中国軍の軽易な抵抗を排除して高地の頂上を掌握したが、高地西側の部隊から逆襲され押し戻された。
第1連隊第3大隊は、師団砲兵の支援射撃によって中国軍の直射火力の拠点を制圧しつつ、指形稜線の下端にある無名高地A-B-Cを順次席巻したが、先頭の第9中隊が陣地を再編成する余裕もないうちに両面から砲撃を受けてC高地を放棄することになった。
7月9日、A-B高地を守備していた第11中隊と第10中隊も中国軍の反撃を受けて白兵戦を展開した。大隊長はA高地だけは最後まで確保しようとしたが、翌10日にA高地まで中国軍に奪還された。
指形稜線と621高地に対する制限攻撃が失敗に終わり、8月初めまで膠着状態となった。首都師団は7月末に第1連隊を予備とし、第1機甲連隊と第26連隊で主抵抗線を整備し、陣地の強化に努めた。
8月5日、中国軍は小康状態を破って首都高地に攻撃を開始した。中国軍は首都師団の抵抗線一帯に攻撃準備射撃を実施して、埋設されたナパーム弾と地雷を爆破して攻撃通路を開設し、中隊規模の部隊が首都高地の北斜面に進出した。
第26連隊第11中隊は、2度に渡り中国軍を撃退したが、首都高地の前哨小隊は包囲に耐え切れず、主陣地の663高地に後退した。中国軍は勢いに乗って663高地一帯まで迫って来た。首都師団長は、首都高地が主陣地にあまりにも接近している点を考慮し、第1連隊第2大隊を第26連隊に配属して主陣地を強化した。
以降、8月8日まで首都高地の争奪戦が続いたが、第26連隊は頑強に抵抗し、中国軍を撃退した。中国軍は8月10日に攻撃を中止し、369名の死者、450名の推定死者、190名の負傷者を出した。第26連隊も48名の死者と150名の負傷者を出し、その勇敢な防衛によりヴァンフリートから称賛された。
8月中旬になると首都高地と指形稜線は再び膠着状態に入った。梅雨が続いていたが、9月初旬には天候が回復した。
9月6日、中国軍は再び攻撃を開始し、猛烈な攻撃準備射撃を加えてきた後、1個中隊を先頭に1個大隊規模の後続部隊が首都高地左右の渓谷から攻撃してきた。第26連隊第5中隊は中国軍の砲火によって甚大な被害が発生し、優勢な中国軍によって首都高地は蹂躙された。この中で第1小隊は小隊長洪昌源少尉以下全員が戦死した。
第26連隊は第10中隊で逆襲を実施し、6次にわたって奪還戦を展開したが、すべて失敗に終わった。このため第1連隊が奪還に投入され、9月9日、第1連隊の第5、6中隊が空軍の近接支援と軍団砲兵の支援下に攻撃を開始して奪還に成功。その後、数回の攻撃を撃退して高地を死守した。
指形稜線では、9月6日に第1機甲連隊第5中隊が配置されていた指形稜線と第6中隊が配置されていた575高地に猛烈な攻撃準備射撃を加えて、それぞれに1個中隊規模の兵力で攻撃を開始した。指形稜線の前哨小隊は数名の生存者が後退できたのみで、稜線は中国軍に奪還された。第1機甲連隊は6回の逆襲を行ったが、いずれも失敗した。
9月14日、第1連隊第9中隊、第10中隊による逆襲が行われ、熾烈な戦闘の末奪還に成功した。その後、連隊は数回の攻撃を撃退し、陣地を死守した。首都師団は射殺2406名を達成したが、師団も戦死455名、負傷1419名、行方不明61名の被害を出した。
首都師団は、10月6日から4日間、首都高地と指形稜線で再開された中国軍の攻撃を撃退したが、第1機甲連隊が失った575高地はついに回復できなかった。この後、首都師団は攻撃に備えて陣地の補強と徹底した警戒態勢に転換した。
首都師団は4か月にわたる攻防戦の末、首都高地と指形稜線の確保に成功したが、575高地を失った態勢で、軍団指示によって10月25日、現主抵抗線を第8師団に引き渡し、米第8軍の予備となった。
第35師は575高地を確保したが、首都高地と指形稜線の確保に失敗し、戦闘力は半減した状態で10月末に第67軍隷下の部隊と交代した。